# Upplands runinskrifter Fv1983;228
U Fv1983;228 är en vikingatida runsten av gnejs i Bärmö, Sankt Pers socken och Sigtuna kommun.
Runsten är av glimmerrik gnejs, 2,6 m lång, 1,75 m bred (vid basen 0,8 m) och 0,3 tjock. Ristningsytan upptar 1,7x1,5 m och runhöjden är 8-10 cm. Runstenen som vid upptäckten år 1982 låg med ristningsytan nedåt strax under markytan i åkern och placerades i skogsbrynet ca 50 m NÖ om fyndplatsen.

## Inskriften
Translitterering av runraden:
× nesbiurn : (l)it : raisa : sta-n : þensa : eftiʀ : (o)laif : sun : sin : hiar : skal : stanta : stain · a : l(a)(i)...au...
Normalisering till runsvenska:
Næsbiorn let ræisa stæ[i]n þennsa æftiʀ Olæif, sun sinn. Hiar skal standa stæinn a ...
Översättning till nusvenska:
Näsbjörn lät resa dennasten efter Olev, sin son. Här skall stenen stå på...